# 岐阜県立中津高等学校苗木分校
岐阜県立中津高等学校苗木分校（ぎふけんりつなかつこうとうがっこうなえぎぶんこう）は、かつて岐阜県中津川市にあった公立の高等学校の分校。

## 概要
中津高等学校の夜間定時制の分校であった。岐阜県立の高等学校の分校であったが、設置者は中津川市であった。
中津川市立苗木中学校に隣接していた。

## 沿革
- 1948年（昭和23年）12月 - 苗木町議会で中津高校苗木分校の設置が議決される。校舎は苗木町苗木4598[注釈 2]に新築となったが、諸般の事情で新築は断念する。
- 1949年（昭和24年）5月 - 恵那郡苗木町に岐阜県立中津高等学校苗木分校として開校。昼間定時制で農業科を設置。設置者は苗木町。校舎は苗木町大字苗木字並松の旧・青年学校校舎を使用する。
- 1951年（昭和26年）
  - 4月1日 - 中津町と苗木町が合併し、中津川町が発足。同時に設置者は中津川町となる。
  - 9月 - 苗木中学校の校舎に移転。昼間農業科を廃止し、夜間普通科を設置。普通科に商業・農業・家庭コースを設置。
- 1952年（昭和27年）4月1日 - 中津川町が市制施行、中津川市となる。同時に設置者は中津川市となる。
- 1955年（昭和30年） - 岐阜県より募集停止の勧告を受けるが、陳情などのより回避される。
- 1958年（昭和33年）
  - 4月 - 岡洋裁学院を吸収し、女子家庭コースを設置。
  - 5月 - 苗木中学校の隣接地に独立校舎が完成。
- 1966年（昭和41年）3月 - 募集を停止する。
- 1969年（昭和44年）3月 - 廃校。廃校時の生徒数は15名。